# 克特爾巴赫河
50°5′59.06″N 9°5′58.38″E / 50.0997389°N 9.0995500°E

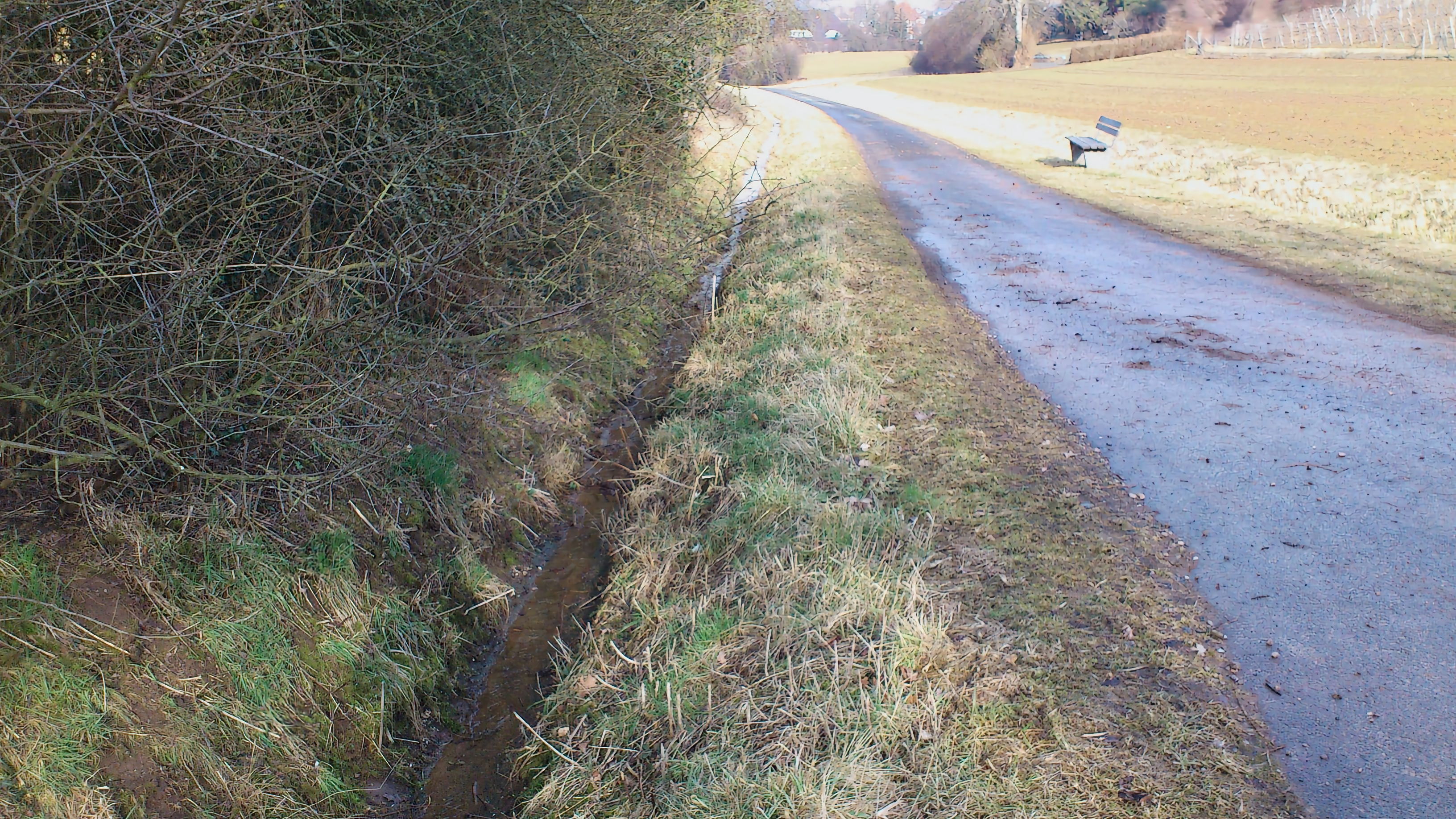

克特爾巴赫河（德語：Kertelbach），是德國的河流，位於該國東南部，由巴伐利亞負責管轄，屬於卡爾河的左支流，河道全長1.7公里，流域面積1.2平方公里。